# Brachypodium pinnatum
El lastón o rompebarrigas (Brachypodium pinnatum) es una especie de la familia de las gramíneas.

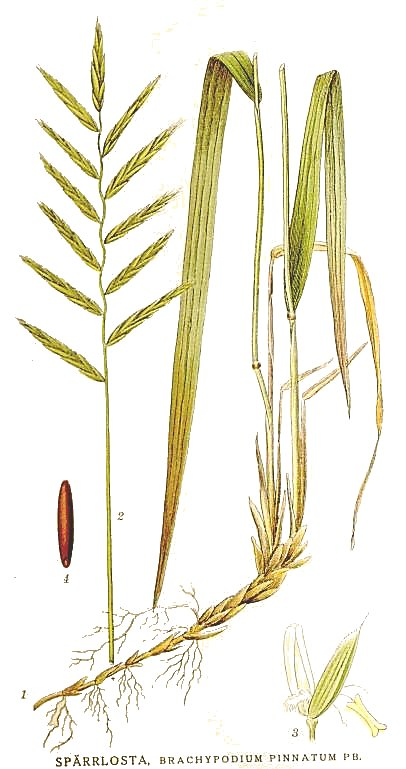
Ilustración

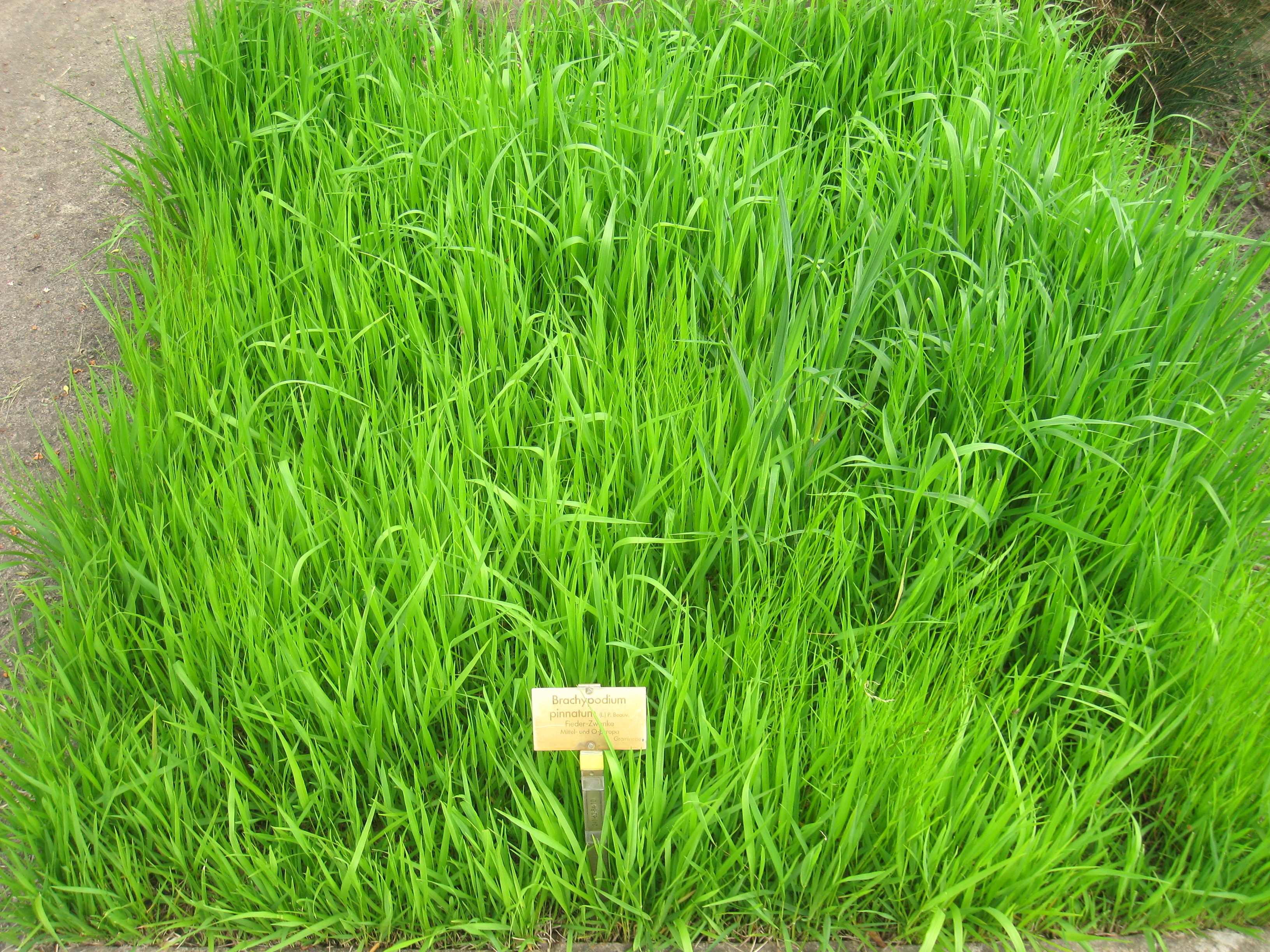
Vista de la planta

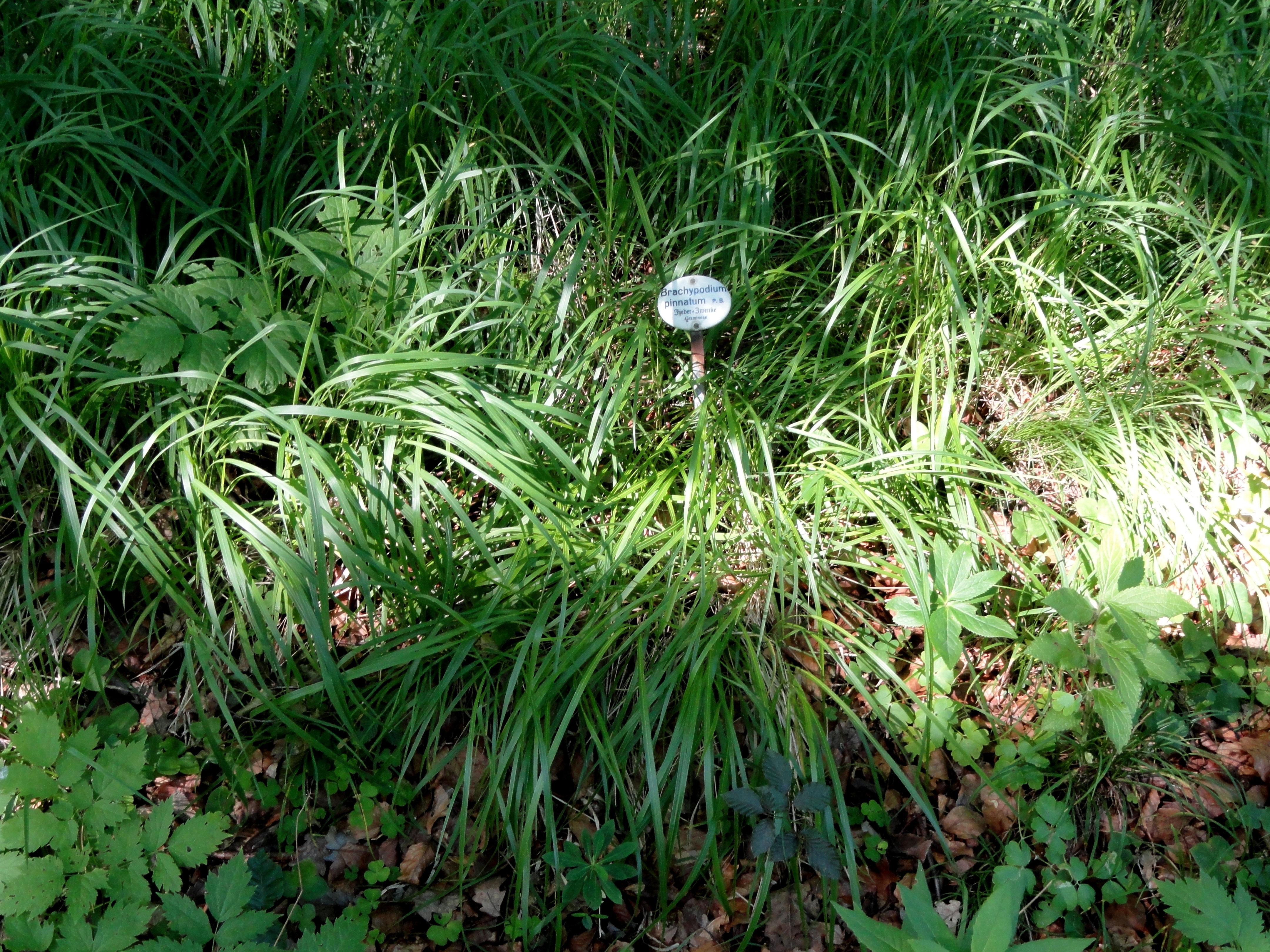
Vista de la planta

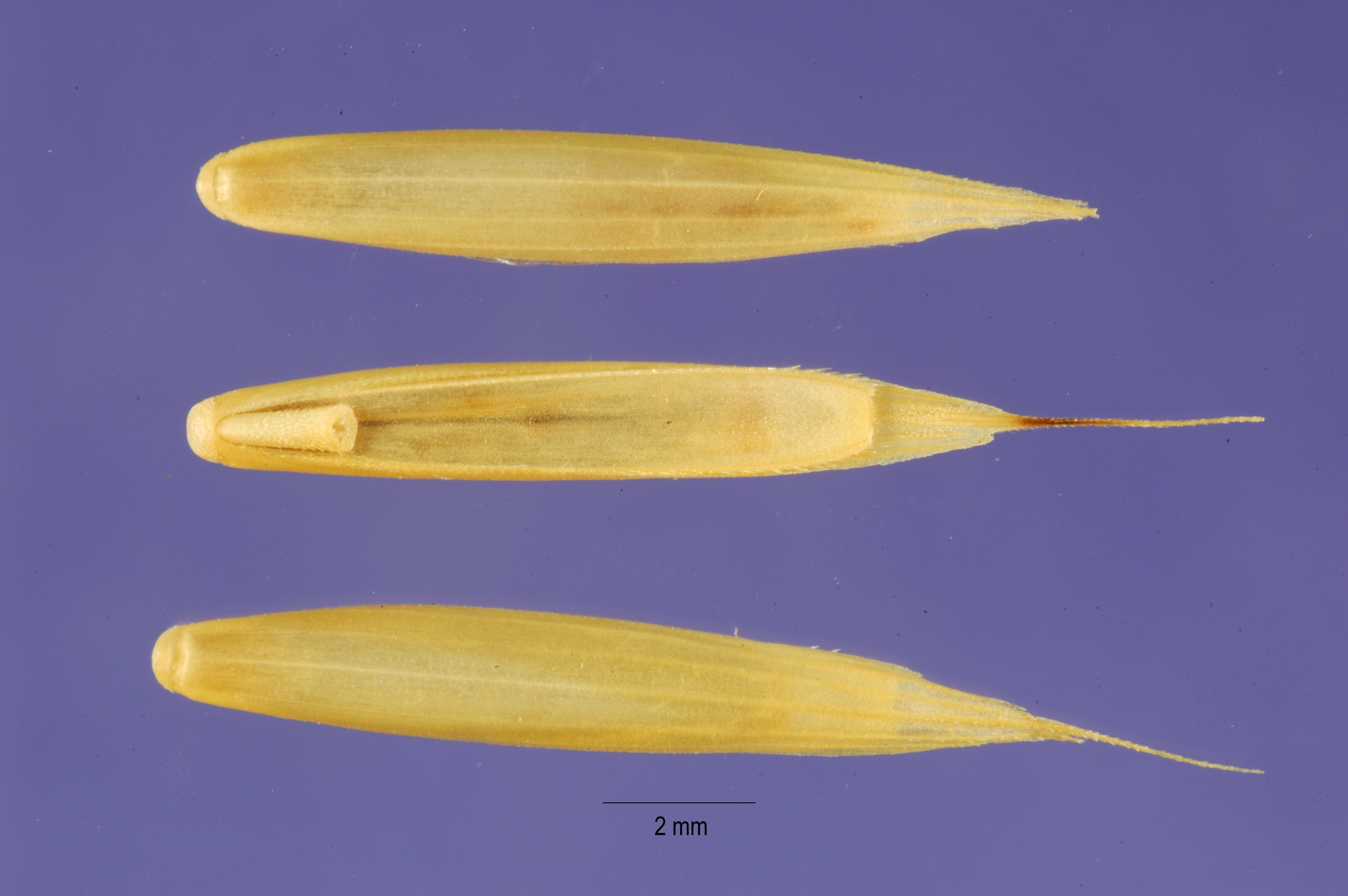
Semillas

## Descripción
Llega a 1 m de altura, tiene una gran macolla con muchas hojas, rígida, áspera en las hojas, perenne y derecha.  Sus espigas pueden medir 30 cm y tener has 15 espiguillas. Las espiguillas son cilíndricas o un poco aplastadas, de 2-4 cm de longitud y con varias flores alternadas, casi sin rabillo, pegadas al raquis,  que se curva entre dos espiguillas, derechas o curvadas caprichosamente, disposición que hace muy llamativa a esta gramínea, apta para ornamentación. En la base de la espiguilla hay 2 glumas desiguales, poco apuntadas, con varios nervios verdosos. La flor de hasta 10 mm de longitud, verdosa, la lema o cubierta exterior con varios nervios y una arista o argaña de 2 mm de longitud, la pálea blanquecina, sin nervios, ambas con pelillos en el borde. Dentro hay 3 estambres alargados, con cuernos y 2 estigmas plumosos. El fruto alargado, de 3 mm de longitud.
Hay 4-5 hojas en el tallo, la primera muy alejada de la inflorescencia, enrolladas de principio y después de madura, planas en su madurez. Aunque es una hierba muy dura, sus hojas se enrollan inmediatamente de arrancarla, ásperas en los bordes, se nota al pasar las yemas de los dedos en sentido vertical, nervio medio saliente en el envés, rayado fino y de 2-6 mm de anchura, muy agudas en el ápice. Hay numerosas hojas basales, en grupos de 3, con tallo sin desarrollar. La lígula es muy corta (unión de la hoja con la vaina), redondeada y partida en 2 vainas apretadas al tallo. Tallo con rayado fino, de 1-2,5 mm de diámetro, con nudos pelosos, estoloníferos. Florece a final de primavera y todo el verano.

## Distribución y hábitat
En la península ibérica en Castilla y León.  Por Europa y Siberia. Abunda en praderas poco regadas, robadillos de desagües, húmedos o no. Muy dura e indigerible para el ganado. Hemicriptófito.

## Taxonomía
Brachypodium pinnatum fue descrita por  (L.) Beauv.  y publicado en  Essai d'une Nouvelle Agrostographie 101, 155, pl. 19, f. 3. 1812. 
Citología
Número de cromosomas de Brachypodium pinnatum (Fam. Gramineae) y táxones infraespecíficos: 2n=28
Etimología
El nombre de este género deriva del griego brachys (corto) y podion (pie pequeño), en referencia a las espiguillas subsésiles.
pinnatum: epíteto latino que significa "con alas".
Sinonimia
- Agropyron gracile Chevall.
- Agropyron gracile (Leyss.) Chev.
- Agropyron pinnatum (L.) Chevall.
- Avena laeta Salisb.
- Brachypodium abbreviatum Dumort.
- Brachypodium barrelieri Roem. & Schult.
- Brachypodium caespitosum Roem. & Schult.
- Brachypodium constrictum Hook.f.
- Brachypodium contractum C.Presl
- Brachypodium corniculatum Lam.
- Brachypodium corniculatum (Lam.) Dumort.
- Brachypodium genuense (DC.) Roem. & Schult.
- Brachypodium gracile (Weigel) P.Beauv.
- Brachypodium hickelis Sennen ex St.-Yves
- Brachypodium intermedium Schur
- Brachypodium ponticum Velen.
- Brachypodium rupestre (Host) Roem. & Schult.
- Brachypodium scaberrimum Wight & Arn. ex Hook.f.
- Brachypodium setifolium Schur
- Brachypodium sylvaticum subsp. gracile (Weigel) Dumort.
- Brachypodium tenerum Velen.
- Brachypodium tenorianum Schult.
- Bromus caespitosus Desf. ex Steud.
- Bromus cespitosus Host
- Bromus corniculatus Lam.
- Bromus fragilis Schrank
- Bromus gracilis Leyss.
- Bromus gracilis var. pauper Schrank
- Bromus pinnatus L.
- Bromus pinnatus var. gracilis Lilj.
- Bromus pinnatus var. tigurinus Suter
- Bromus rupestris Host
- Bromus strictus Haller f.
- Bromus tigurinus Suter
- Festuca barrelieri Ten.
- Festuca genuensis (DC.) Pollini
- Festuca gracilis (Wiegand) Moench
- Festuca pinnata (L.) Huds.
- Festuca rupestris (Mast.) Roth
- Tragus gracilis (Weigel) B.D.Jacks.
- Tragus pinnatus (L.) Panz.
- Triticum barrelieri (Ten.) Kunth
- Triticum bromoides Weber
- Triticum genuense DC.
- Triticum gracile (Weigel) Brot.
- Triticum gracile Vill.
- Triticum pinnatum (L.) Moench
- Triticum scaberrimum Steud.[7]

## Nombre común
- Castellano:   lastón (5), rompebarrigas.[8]